# Haplogeotrupes guatemalensis
Haplogeotrupes guatemalensis är en skalbaggsart som beskrevs av Bates 1887. Haplogeotrupes guatemalensis ingår i släktet Haplogeotrupes och familjen tordyvlar.

## Underarter
Arten delas in i följande underarter:
- H. g. tridentatus
- H. g. unidentatus